# Le Mystère Daval
Pour plus de détails, voir Fiche technique et Distribution.
Le Mystère Daval est un téléfilm français réalisé par Christophe Lamotte, et diffusé pour la première fois en Belgique sur la Une le 6 septembre 2022 et en France sur TF1 le 12 septembre 2022.
Cette fiction, librement inspirée de la véritable affaire Daval qui s'est déroulée dans le département de la Haute-Saône en région Bourgogne-Franche-Comté en 2017, est une adaptation pour la télévision du livre L'Affaire Alexia Daval : la vraie histoire de Laurent Briot et Christophe Dubois (2022),.

## Synopsis
A Gray-la-Ville, en Haute-Saône, Jonathann s'inquiète de la disparition de son épouse Alexia, décrite comme une « jeune femme rayonnante », partie faire un jogging vers 9 h du matin. Il alerte ses beaux-parents, Isabelle et Jean-Pierre; puis la gendarmerie. Des recherches sont aussitôt engagées. Deux jours plus tard, son cadavre est retrouvé en partie calciné dans un bois. Les premiers soupçons se portent vers un rôdeur. Mais Jonathann Daval, discret et timide, est emmené en garde-à-vue. Commence alors un feuilleton médiatique qui va bouleverser la France entière et soulever le débat sur les violences conjugales…
Cette fiction évoque librement le féminicide d'Alexia Daval, en 2017, dans le département français de la Haute-Saône en région Bourgogne-Franche-Comté.

## Fiche technique
Sauf indication contraire, les informations mentionnées dans cette section peuvent être confirmées par les bases de données cinématographiques IMDb et Allociné,  présentes dans la section « Liens externes ».
- Titre original : Le Mystère Daval
- Réalisation : Christophe Lamotte
- Scénario : Pascal Fontanille et Emmanuelle Rey-Magnan, d'après le livre L'Affaire Alexia Daval : la vraie histoire de Laurent Briot et Christophe Dubois (2022)[1]
- Musique : Alexandre Lessertisseur
- Montage : Vincent Zuffranieri
- Sociétés de production : Elephant Story ; TF1 Productions (coproduction)
- Société de distribution : TF1 Distributions
- Pays de production :  France
- Langue originale : français
- Format : couleur
- Genre : biographique, drame, policier
- Durée : 90 minutes
- Dates de première diffusion : 
  - France : 31 août 2022 sur Salto ; 12 septembre 2022 sur TF1[4]
  - Belgique : 6 septembre 2022 sur la Une[5]

## Distribution
- Michèle Bernier : Isabelle Fouillot, la mère d'Alexia
- Jérôme Anger : Jean-Pierre Fouillot, le père d'Alexia
- Maud Baecker : Alexia Daval
- Liam Baty : Jonathann Daval
- Thierry Neuvic : le capitaine de police Dacosta
- Vanessa Guide : Magali Paulin
- Ingrid Donnadieu : Stéphanie Fouillot
- Raphaël Ferret : Grégory, le mari de Stéphanie
- Alika Del Sol : la profileuse
- Sandra Parfait : Aurélie Lamboley
- Marie Berto : Martine Cussey, la mère de Jonathan
- Hugo Dillon : Patrick Garnier
- Simon Thomas : Kévin Girard
- Christophe Favre : Me Randall Schwerdorffer, avocat de Jonathan Daval
- Quitterie Picamoles : Me Ornella Spatafora, avocate de Jonathan Daval
- Olivier Faliez : le patron de Jonathan

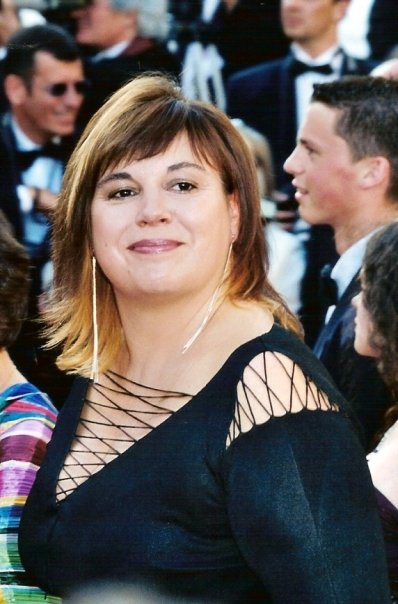
Michèle Bernier.
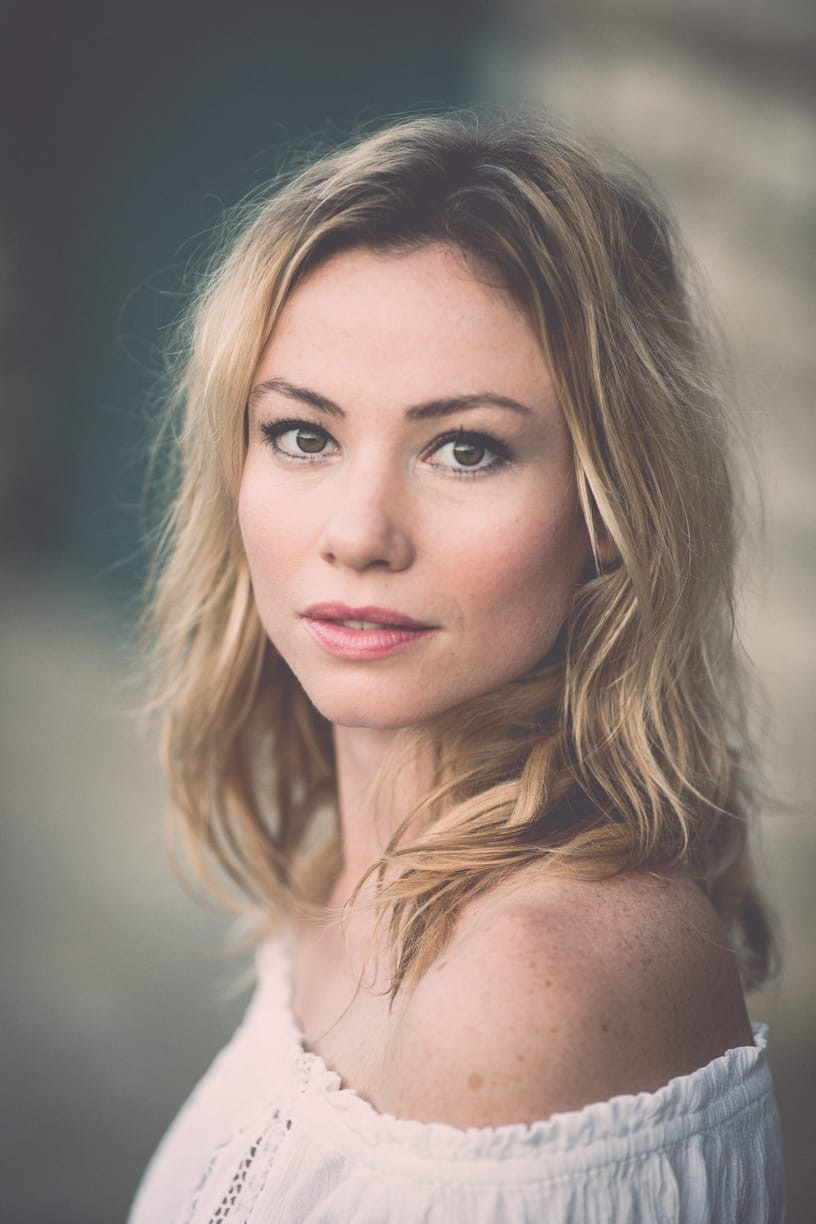
Maud Baecker.
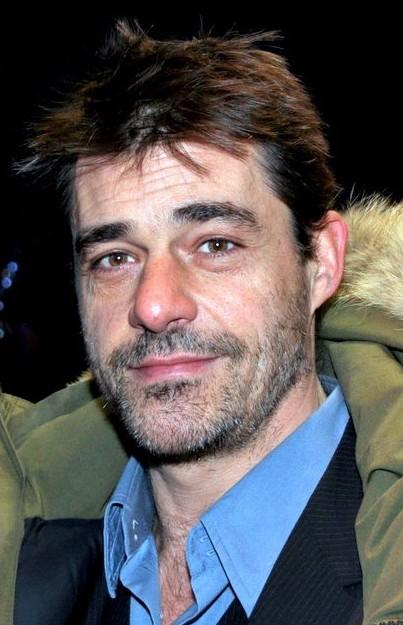
Thierry Neuvic.
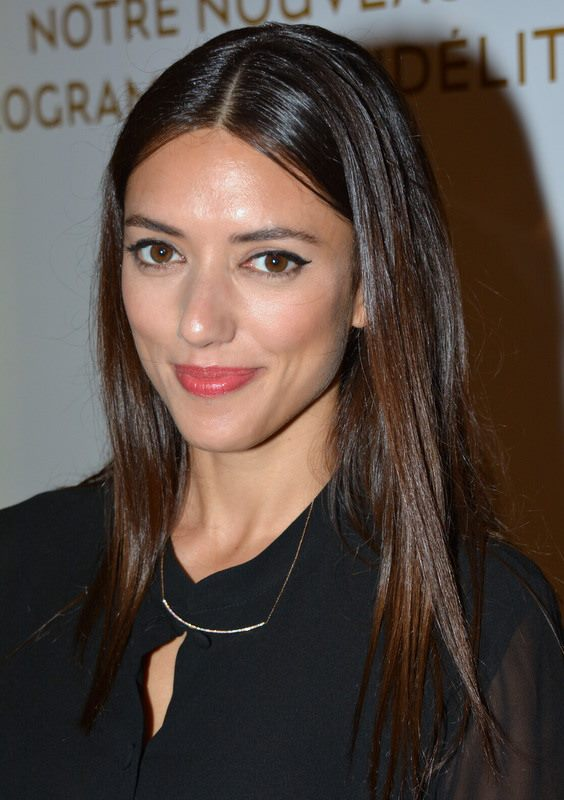
Vanessa Guide.

## Production

### Genèse et développement
Avec ce téléfilm, « TF1 veut se faire le relais de grands phénomènes de société qui marquent la France à travers des faits divers qui font l'actualité pendant des mois », « s'inscrivant ainsi dans une thématique bien proche de l'actualité avec la lutte contre les féminicides ».

### Tournage
Le tournage se déroule à partir du 13 décembre 2021 dans la région lyonnaise,,.
Des scènes sont filmées dans l'ancien commissariat du 8e arrondissement de Lyon, situé avenue Général-Frère dans le dos de la mairie d'arrondissement dont il constituait une annexe, ainsi que dans un restaurant à Oullins, au chemin de Charrière-Blanche près du monument aux Morts à Ecully et à Marcy-l'Étoile,,.

## Accueil
Les parents de la victime n'ont ni donné leur accord, ni refusé la création de ce téléfilm, indique Télé-Loisirs. Leur consentement n'est pas requis par la loi. La mère du principal accusé, elle, n'a pas caché sa colère contre cette diffusion.
Ce téléfilm a soulevé l'indignation de nombreux téléspectateurs, accusant la chaîne TF1 de « voyeurisme » et de « profit ».

## Diffusions et audience
En Belgique, le téléfilm, diffusé le 6 septembre 2022 sur la Une, est regardé par 269 811 téléspectateurs.
En France, lors de sa diffusion le 12 septembre 2022 sur TF1, il est regardé par 2 823 000 téléspectateurs et se place au troisième rang, avec 13,1 % de part d'audience, derrière l'émission L'amour est dans le pré (M6) et la mini-série Et la montagne fleurira (France 2).